# Luigi Pasinetti
Luigi L. Pasinetti (Zanica, 12 de septiembre de 1930-Milán, 31 de enero de 2023) fue un economista italiano de la escuela de economía postkeynesiana. Pasinetti es considerado el heredero de los  postkeynesianos de Cambridge: Richard Kahn, Nicholas Kaldor, Joan Robinson y Piero Sraffa. Junto con ellos, Pasinetti fue uno de los principales miembros de las controversias entre los dos Cambridge en torno a los problemas del capital. Además, sus contribuciones a la ciencia económica han sido amplias, empezando con el desarrollo de las teorías del valor y la distribución de los economistas clásicos y siguiendo con las teorías del crecimiento postkeynesianas del siglo XX, con originales e importantes aportaciones a este campo como el Teorema de Pasinetti. También ha contribuido e impulsado el campo del crecimiento con cambio estructural y desigualdades entre sectores.

## Biografía
Luigi Lodovico Pasinetti nació el 12 de septiembre de 1930 en Zanica, cerca de Bergamo, en el norte de Italia. Empezó sus estudios de economía en la Universidad Católica de Milán, donde obtuvo la laurea en 1954. La tesis que presentó versaba sobre modelos econométricos aplicados al análisis del ciclo económico. Como estudiante brillante obtuvo varias becas que le permitieron acceder a Cambridge, Inglaterra (1956 y 1958), Harvard, U.S.A (1957) y Oxford, Inglaterra (1959) para sus estudios de postgrado. En 1960 el Nuffield College le concede una beca de investigación que disfrutará hasta 1962, año en que abandona Oxford para ir a Cambridge, llamado por el prestigioso economista Lord Richard Kahn. En aquellos años,

“Cuando Luigi Pasinetti llegó a Cambridge como estudiante de investigación, Cambridge era una orgullosa ciudadela desde la que la economía Keynesiana conquistó el mundo. La economía de Cambridge estaba viva y en las buenas manos de los sucesores de Keynes. Joan Robinson y Nicholas Kaldor estaban produciendo un constante flujo de ideas originales y provocadoras. Menos visibles para el mundo exterior, Richard Kahn y Piero Sraffa eran igualmente importantes entre los keynesianos de Cambridge. Cambridge era el único centro europeo capaz de mantener una genuina independencia intelectual y de ejercer una influencia considerable en todo el mundo contra el creciente dominio de la economía estadounidense. El joven  estudiante italiano se convirtió con el tiempo en uno de los economistas más prestigiosos de Cambridge de su generación.”
 A.Leijonhufvud

Años más tarde, Pasinetti, recordando a Kahn en una ceremonia mantenida en la capilla del King’s College el 21 de octubre de 1989, dijo sobre él las siguientes palabras:

“Esta es la tercera vez, durante un corto período de años, que la Congregación se reúne en esta capilla para conmemorar y reflexionar sobre la vida de uno de los mayores contribuyentes de ese avance intelectual que ha llegado a conocerse en el mundo de la economía y la política como “la Revolución Keynesiana” … Si se añade que otro servicio religioso poco después del de Joan Robinson se celebró en Cambridge, aunque en otra capilla, para uno de los más cercanos socios de Keynes, Piero Sraffa, uno no puede resistirse a la impresión de que con la ceremonia de hoy concluye una etapa histórica, casi una era, en la historia reciente del pensamiento económico. Este grupo de economistas de Cambridge ha sido el protagonista de uno de esos acontecimientos extraordinarios y únicos en la historia de las ideas que empujaron decisivamente el conocimiento hacia adelante y crearon una ruptura con el pasado.”
 L. Pasinetti

A este brillante grupo de economistas de Cambridge también pertenecía Richard Goodwin, que fue una de las primeras y más importantes influencias en la vida de Pasinetti. En reconocimiento a la deuda intelectual que tenía con él, Pasinetti dice:

“Para mí, la muerte de Dick Goodwin fue una dolorosa experiencia, una mezcla de dolor, tristeza y pesar. Él fue mi primer profesor en Cambridge.
Cuando, en octubre de 1956 llegué como estudiante extranjero de investigación, casi ignorante de economía (y de inglés), inocente de todo lo que había sucedido, me enteré de la publicación del nuevo libro de Joan Robinson, La Acumulación de Capital, que estaba expuesto de manera destacada en las ventanas de la librería. Él me mandó la tarea de leer e informarle sobre las Lectures de Knut Wicksell, donde (con razón) pensó  que se encontrarían los antecedentes. [...] Una parte de estos intercambios entre Goodwin y yo encontró expresión más tarde en los artículos que nosotros (por separado) presentamos en el simposio de Frostavallen Wicksell (1977). ”
 L. Pasinetti

En 1960-1961 Pasinetti pasa a ser Fellow del King’s College y doce años más tarde, en 1973, es nombrado Reader de la Universidad de Cambridge, puesto que mantendrá hasta su retorno a la Universidad Católica de Milán en 1976. En marzo de 1963 obtiene el doctorado en la Universidad de Cambridge con su tesis "A Multi-sector Model of Economic Growth". Dicha tesis es el núcleo de lo que luego será en 1981 uno de sus libros más completos, Cambio Estructural y Crecimiento Económico. En 1964 fue nombrado profesor de Econometría en la Universidad de Católica de Milán. Durante este período los viajes entre Cambridge y Milán eran muy frecuentes. En 1971 y 1975 fue profesor investigador visitante en la Universidad de Columbia así como en 1979 en el Instituto Indio de Calcuta y en la Escuela de Economía de Delhi.

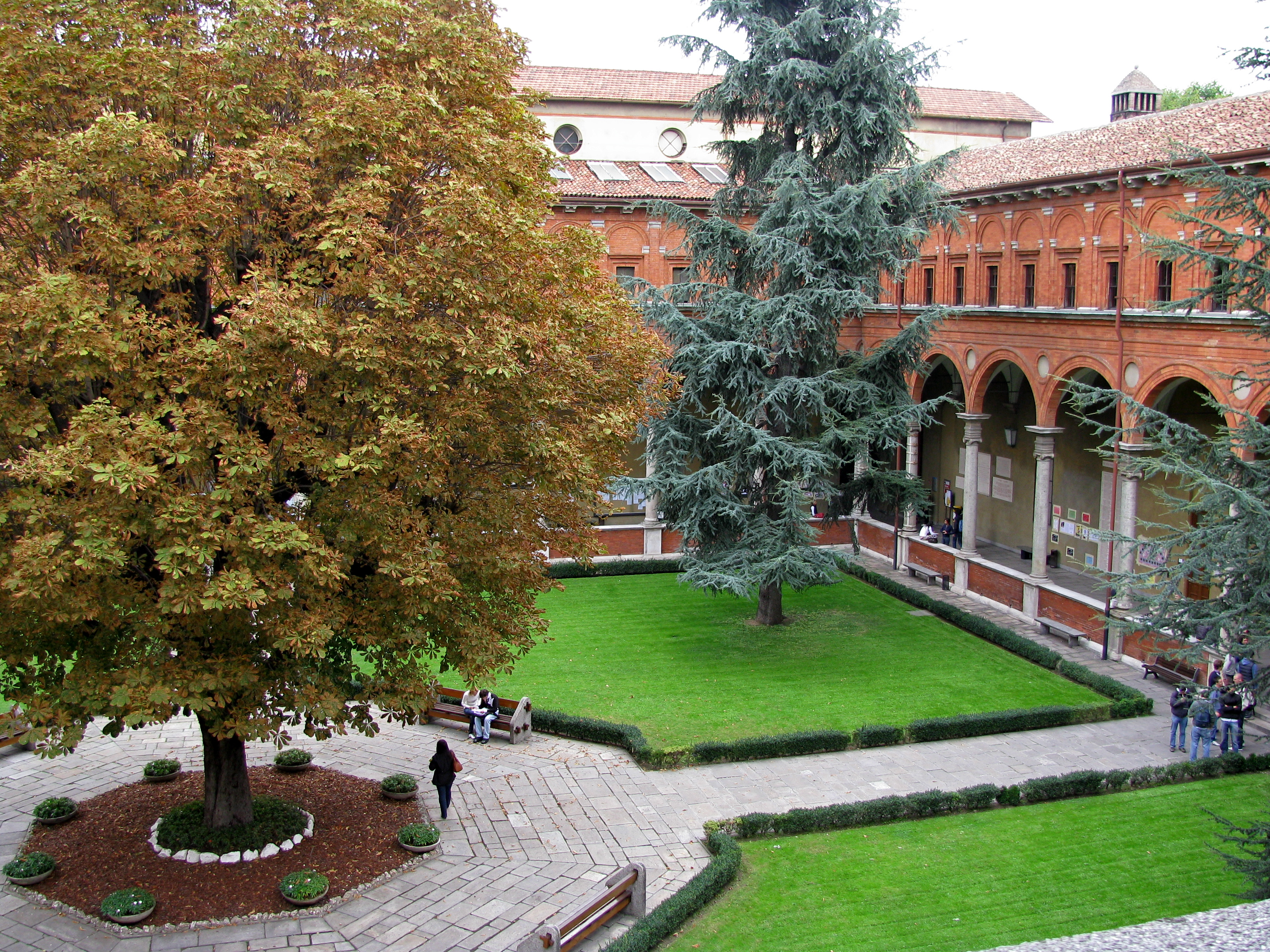
La Universidad Católica del Sacro Cuore de Milán ha sido una de las universidades donde Pasinetti ha pasado la mayor parte de su vida.

Ya en la Universidad Católica de Milán, su alma mater, es nombrado Decano de la Facultad de Economía de 1980 a 1983, después Director del departamento de Economía (de 1983 a 1986) y después director del programa de doctorado conjunto de las Universidades Bocconi, Statale y la Católica de 1984 a 1986 y años más tarde de 1995 a 1998. 

La lista de honores académicos que ha obtenido Pasinetti a lo largo de su vida ha sido muy grande. Los más destacados son: premio St.Vincent de economía en 1979, Presidente de la Società Italiana degli Economisti (1986-89), Presidente de la European Society for the History of Economic Thought (1996-1998), Miembro del Executive Committee of the International Economic Association (presidente honorario en la actualidad), Miembro de la Academia Real del Liceo, Doctor Honoris Causa por la Universidad de Friburgo en 1986 y premio Invernizzi para economistas en 1997. Actualmente Pasinetti es también Presidente Honorario de: la International Economic Association, la European Society for the History of Economic Thought, la International Economic Association, la European Association for Evolutionary Political Economy, la Italian Association for the History of Political Economy y de la Italian Association for the History of Economic Thought.

Todos estos honores no le han impedido colaborar con varias revistas económicas importantes de consejero editorial tales como Cambridge Journal of Economics (desde 1977), Journal of Post Keynesian Economics (desde su fundación en 1978), Kyklos (desde 1981), Structural Change and Economic Dynamics (desde 1989) y PSL Quarterly Review (2009) por nombrar solo unas pocas.

Pasinetti es en la actualidad Profesor Emérito del departamento de Análisis Económico de la Universidad Católica de Milán.

## Contribuciones teóricas

### El modelo matemático de Ricardo
Probablemente la primera gran aportación de Pasinetti a la economía fue la formulación matemática del modelo de Ricardo, presentada en un ya clásico artículo de 1960. En dicho trabajo Pasinetti presentaba un análisis sumamente conciso y elegante (y muy pedagógico) de ciertos aspectos básicos de la economía clásica.

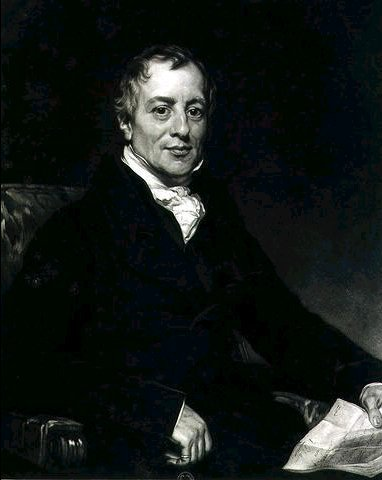
Ricardo es uno de los economistas que más ha influido en el pensamiento de Pasinetti.

Al mismo tiempo, Piero Sraffa acababa de publicar Obras y correspondencia de David Ricardo, uno de los mejores trabajos editoriales que se han publicado nunca en economía; los académicos se sorprendieron de cómo el importante trabajo de Sraffa podía clarificar y enriquecer la interpretación de los economistas clásicos. La formulación matemática de Pasinetti proveyó una clara y rigurosa respuesta a estos problemas, en particular a las dos mayores preocupaciones de los economistas clásicos: la teoría del valor y la teoría de la distribución.
Una de las influencias más notables que recorre todo el artículo de Pasinetti es el famoso artículo de Nicholas Kaldor de 1956, en donde Kaldor presentaba una revisión de la historia de las teorías de la distribución, período que abarcaba desde la teoría de la distribución de Ricardo hasta la teoría de la distribución keynesiana.
La otra influencia que se deja sentir en todo el artículo de Pasinetti es la influencia de Sraffa, debido al tratamiento que se da a los precios relativos de las mercancías producidas en el sistema, dependientes únicamente de la cantidad de trabajo incorporado en ellas; la bien conocida teoría del valor trabajo. De hecho, uno de los primeros borradores de dicho artículo fue leído por Sraffa, que dio su aprobación a la mayoría del artículo de Pasinetti:

“Recuerdo que, cuando volvía a mi residencia después de haberle presentado un primer borrador de mi formulación matemática del sistema de Ricardo, un amigo inmediatamente me preguntó: ‘¿Te lo ha lanzado a la basura?’ A mi respuesta, ‘Sí, pero sólo la primera sección; la mayor parte del trabajo parece mantenerse en pie’, su sorprendida réplica fue, ‘Bien, si ha pasado el escrutinio de Sraffa, será bueno.”
 L. Pasinetti

Pasinetti decide en todo momento apegarse a la actitud más constructiva de “hacer explícitos los supuestos necesarios a fin de eliminar las ambigüedades” en el modelo de Ricardo, y de ahí la razón de su formulación matemática.

Desde este punto de vista, el modelo Ricardiano matemático más sencillo que se puede formular guardando un mínimo de significación económica es aquel donde solo se produce una mercancía ("grano" por ejemplo) y en el que hay tres clases sociales: los capitalistas que obtienen beneficios, los trabajadores que obtienen salario y los terratenientes cuyos ingresos provienen de la renta de la tierra. Es la forma de concretar el modelo de Kaldor anteriormente comentado. Aunque el modelo de Pasinetti es más general y está compuesto por dos sectores (agricultura y manufacturas), es clarificador empezar por su expresión más sencilla –un modelo de una sola mercancía, que viene expresado en las siguientes ecuaciones:

(1.1){\displaystyle X=f(N)\,}

(1.1a){\displaystyle f(0)\geq 0}

(1.1a){\displaystyle f'(0)>\mu \,}

(1.1a){\displaystyle f''(N)<0\,}

La ecuación (1.1) muestra que la producción, Y, depende únicamente del número de trabajadores, N, que se emplean en la tierra. Las tres condiciones (1.1a) que impone Pasinetti ayudan a restringir el significado de (1.1). En concreto, la primera muestra que cuando en la tierra no se emplean trabajadores, ésta puede producir algo o nada en absoluto. La segunda condición muestra que el producto marginal al empezar a cultivarse debe ser mayor que μ, el salario de subsistencia, pues de otro modo el sistema nunca comenzaría a funcionar. La tercera condición muestra los rendimientos decrecientes del trabajo. Las siguientes ecuaciones muestran la determinación de la cantidad total de las diferentes categorías de ingreso:

(1.2){\displaystyle W=N\cdot x\,}

(1.3){\displaystyle K=W\,}

(1.4){\displaystyle R=f(N)-N\cdot f'(N)\,}

(1.5){\displaystyle B=X-R-N\cdot x\,}

donde W son los salarios totales, x es el salario por trabajador, K es el capital de la economía, R es la renta total que perciben los terratenientes y B los beneficios totales que van a parar a manos de los capitalistas. Estos últimos son presentados como un ingreso residual, lo que queda una vez que se han pagado las rentas y los salarios. Por otra parte, en estos modelos el capital es completamente circulante, pues se supone que se compone íntegramente de los adelantos a los trabajadores en forma de salarios. Merece la pena subrayar que la expresión (1.4), junto con las condiciones técnicas (1.1a), expresa lo que hoy en día se conoce como la teoría Ricardiana de la renta.
Hasta aquí necesitamos dos ecuaciones más para cerrar el modelo, que son:

(1.6){\displaystyle x=\mu \,}

(1.7){\displaystyle K={\overline {K}}\,}

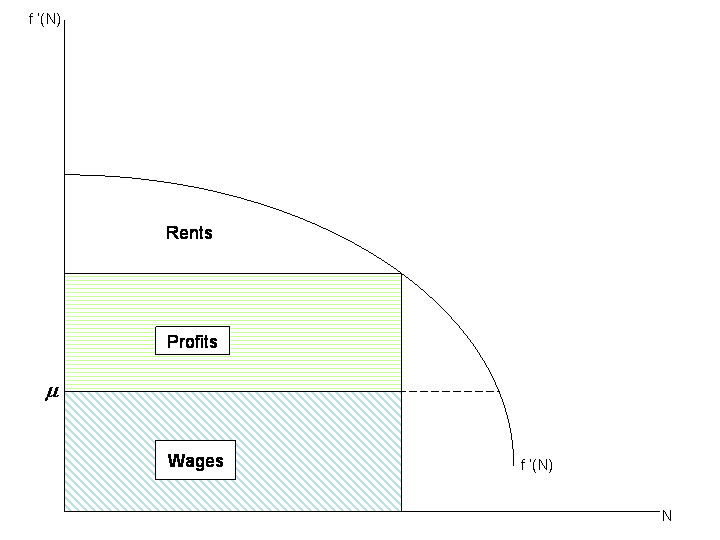
La distribución de la renta en el sistema de Ricardo en términos de la productividad marginal.

La ecuación (1.6) muestra que a largo plazo el salario tenderá al nivel de subsistencia. La ecuación (1.7) muestra el capital existente a comienzo de año. A lo largo de toda la construcción del modelo, Pasinetti insiste que él está interesado en las “soluciones naturales” del modelo de Ricardo, es decir, aquellas a las que el sistema tiende a largo plazo.
Por ello, la ecuación (1.6) no niega que a corto plazo se produzcan desviaciones en el salario con respecto a su nivel natural. Por último, destacar que µ es la única variable que propiamente dicha viene determinada de fuera del sistema: es una cantidad fijada por la costumbre y los hábitos de la sociedad. Es decir, el número de trabajadores (por medio de la población), N, es determinado por el propio sistema, a diferencia de lo que ocurre en las modernas teorías del crecimiento económico, donde la tasa de crecimiento de la población viene dada por cuestiones exógenas.
El anterior modelo permite ver los rasgos más generales de la teoría de la distribución de Ricardo. Sin embargo, no se ha hecho referencia para nada a su teoría del valor, pues todas las magnitudes estaban medidas en “grano”. Como dice Pasinetti respecto al modelo,“no surge ningún problema de valoración, porque el trigo es la única mercancía producida”.
Sin embargo, si ampliamos el modelo a un modelo de dos sectores, tal modelo presentará los rasgos más notables de la economía Ricardiana. Los dos sectores son: el sector de los bienes básicos (bienes salarios o “grano”) y el sector de los bienes de lujo (por ejemplo, “oro”). El nuevo modelo entonces está compuesto de las siguientes ecuaciones:

(2.1){\displaystyle X_{1}=f(N_{1})\,}

(2.1a){\displaystyle f(0)\geq 0}

(2.1a){\displaystyle f'(1)>\mu \,}

(2.1a){\displaystyle f''(N_{1})<0\,}

(2.2){\displaystyle R=f(N_{1})-N_{1}\cdot f'(N_{1})\,}

(2.3){\displaystyle W=N\cdot x\,}

(2.4){\displaystyle K=W\,}

(2.5){\displaystyle P_{1}=X_{1}-R-N_{1}\cdot x\,}

(2.6){\displaystyle x=\mu \,}

(2.7){\displaystyle K={\overline {K}}\,}

(2.8){\displaystyle X_{2}=\alpha \ \cdot N_{2}\,}

(2.9){\displaystyle N_{1}+N_{2}=N\,}

Las ecuaciones (2.1) a (2.7) son idénticas a las del modelo anterior, solo que ahora se les han agregado subíndices para diferenciarlas del sector de las manufacturas. La ecuación (2.8) presenta la función de producción del “oro”, que a diferencia de la función de producción del “grano”, exhibe rendimientos constantes a escala. El parámetro α es la cantidad física de “oro” que produce un trabajador en un año. Las siguientes dos ecuaciones muestran en términos monetarios la tasa salarial por trabajador y la tasa de beneficio:

(2.10){\displaystyle w=x\cdot p_{1}\,}

(2.11){\displaystyle \pi \ ={\frac {P_{1}\cdot p_{1}+P_{2}\cdot p_{2}}{K\cdot p_{1}}}\,}

Donde p1 y p2 representan el precio del “grano” y el precio del “oro” respectivamente. Pasinetti supone que la tasa salarial y la tasa de beneficio son idénticas en ambos sectores gracias a la libre competencia en los mercados. Cabe observar también de (2.10) que solo interviene en la determinación del salario p1, pues se supone que en ambos sectores los trabajadores reciben como único bien el “grano”; en la terminología de Sraffa, el “grano” es el único producto básico del sistema. La misma consideración puede hacerse, pero desde el punto de vista opuesto, si observamos (2.11), pues allí el único capital que interviene son los adelantos en forma de “grano”, de ahí que K solo aparezca multiplicado por p1. Las siguientes dos ecuaciones llevan implícito el supuesto de Ricardo de que “el precio natural” de una mercancía viene dado por su coste de producción:

(2.12){\displaystyle P_{2}\cdot p_{2}=X_{2}\cdot p_{2}-N_{2}\cdot w\,}

(2.13){\displaystyle {\frac {p_{2}\cdot X_{2}}{N_{2}}}={\frac {p_{1}\cdot (X_{1}-R)}{N_{1}}}\,}

La (2.12) permite la determinación de los beneficios monetarios totales de la industria del oro. La (2.13) es mucho más importante, pues muestra que en equilibrio el valor del output por trabajador es igual en ambos sectores. Hay que señalar que el producto del sector 1 (agricultura) es considerado una vez deducida la renta. Para llegar a este resultado, tanto la tasa salarial como la tasa de beneficio han sido consideradas idénticas en ambos sectores, así como el ratio capital/trabajo.
Pasinetti cierra el modelo con otras dos ecuaciones:

(2.14){\displaystyle \alpha \ \cdot p_{2}=1\,}

(2.15){\displaystyle p_{2}\cdot X_{2}=p_{1}\cdot R\,}

La relación (2.14) es simplemente la convención de adoptar para el sistema de precios como numéraire la cantidad de “oro”, de ahí que se iguale a la unidad. La (2.15) muestra la distribución del producto entre las diferentes clases sociales. Ricardo supone que los trabajadores gastan todo su salario en la compra de “grano”, los capitalistas reinvierten todos sus beneficios en la acumulación de capital y los terratenientes gastan todas sus rentas en bienes de lujo. La simplicidad de dicha argumentación respecto a las funciones de consumo de cada clase social hace posible que Pasinetti sea capaz de determinar en una sola ecuación la distribución del ingreso. En concreto, la (2.15) muestra que los terratenientes gastan todo su ingreso que reciben como rentas, p1R, en la compra de bienes de lujo, p2X2. No hacen faltan más ecuaciones, pues “la determinación de la demanda de una de las dos mercancías (oro en nuestro ejemplo) también determina, implícitamente, la demanda de la otra mercancía (trigo), puesto que el producto total ya está determinado”.

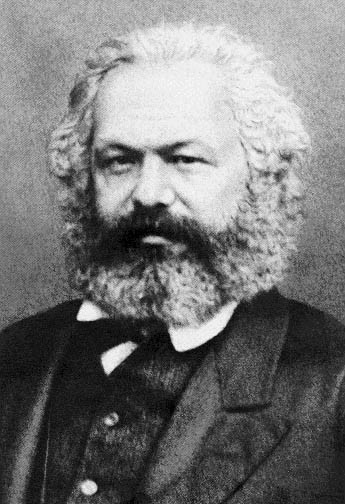
En la elaboración de su teoría del valor trabajo, Marx supone también una relación trabajo/capital idéntica en todos los sectores.

El sistema anterior de 15 ecuaciones y 15 incógnitas es un sistema Ricardiano de tipo natural, es decir, aquellas soluciones que produciría el sistema a largo plazo una vez corregidas los desequilibrios de mercado a corto plazo. No es que Ricardo negase la importancia de estas desviaciones, pero para su análisis eran cuestiones de menor interés.
Dichas soluciones, además, como ha demostrado matemáticamente Pasinetti, existen, son únicas y además las del estado estacionario son estables. Por otra parte también puede demostrarse que si se toman las derivadas parciales de cada variable respecto a K (pues el proceso de acumulación de capital es el que importa para la dinámica del modelo) la evolución de cada una de las variables es consistente con las conclusiones a las que Ricardo llegó; especialmente la tendencia del sistema económico a largo plazo de alcanzar un estado estacionario.
El modelo anteriormente expuesto tiene varios aspectos de vital importancia. El más destacado de ellos es que hay una teoría de la distribución que es totalmente independiente de la teoría del valor. La inclusión de un nuevo sector (y por tanto toda la estructura de precios relativos) no ha cambiado en lo más mínimo la forma en que se distribuye el ingreso entre terratenientes, capitalistas y trabajadores. Al mismo tiempo, los precios son exactamente proporcionales a la cantidad de trabajo contenida en cada mercancía. Esta es claramente una teoría del valor trabajo.

Todas las conclusiones obtenidas anteriormente acerca de la distribución del ingreso descansan sobre dos supuestos cruciales que están implícitos en la formulación del modelo y por lo tanto en todo el sistema de ecuaciones, que son: 1) los capitalistas se apropian de todo el excedente del sistema una vez que se han pagado las rentas a los terratenientes y los salarios a los trabajadores y 2) que la relación trabajo/capital es exactamente la misma en todos los sectores.

Estos dos supuestos han propiciado una interminable discusión sobre el valor y la distribución desde entonces.
Los trabajos posteriores de Pasinetti respecto a estos temas han mostrado, entre otras cosas, que respecto al primer supuesto la cadena causal propuesta por Ricardo de la distribución de la renta es justamente la contraria y, respecto al segundo, que es un supuesto enteramente superfluo.

### La ecuación de Cambridge y el Teorema de Pasinetti
El artículo de Kaldor de 1956 ya mencionado (“Teorías alternativas de la distribución”) fue el origen de otro artículo de Pasinetti. En su artículo, Kaldor repasó las principales teorías de la distribución a lo largo de la historia del pensamiento económico desde Ricardo a los Marginalistas, dedicando también algunas líneas a la teoría de la distribución de Kalecki. Al final, Kaldor añadió una teoría que él llamó “Keynesiana”. Aunque estos temas nunca fueron tratados por Keynes de manera explícita, Kaldor bautizó así a esta teoría en honor al famoso pasaje del cántaro de la viuda en su Treatise.  En realidad Kaldor fue un poco injusto, pues la teoría podía haber sido bautizada de manera más rigurosa si se hubiese llamado kaleckiana, pues Kalecki y su célebre ecuación de beneficios estaban mucho más en el espíritu del artículo de Kaldor que cualquier leve sugerencia que pudiese haberse desprendido de los trabajos de Keynes.

En cualquier caso, en dicho artículo Kaldor llegó a importantes resultados. Partiendo de un sistema económico cerrado, sin gobierno, y en el que hay capitalistas y trabajadores, partiendo de la identidad de que el ahorro es igual a la inversión, Kaldor llegó a la siguiente expresión:

{\displaystyle \textstyle I=s_{w}Y+(s_{c}-s_{w})P\,\ }

donde Y es la renta nacional, P el volumen de beneficios totales, sw es la propensión al ahorro de los trabajadores, sc el la propensión al ahorro de los capitalistas e I es la inversión. Si suponemos que los trabajadores no ahorran (sw=0), dividimos ambos miembros por K (el stock de capital de la economía) y recordamos que I/K = gn en equilibrio dinámico, llegamos a:

(3.1){\displaystyle {\frac {P}{Y}}={\frac {g_{n}}{s_{c}}}k}

(3.2){\displaystyle {\frac {P}{K}}={\frac {g_{n}}{s_{c}}}}

donde gn es la tasa natural de crecimiento y κ es la relación capital producto. Por último, señalar que estas dos expresiones solo tienen significación económica en el intervalo:

{\displaystyle s_{w}<{\frac {I}{Y}}<s_{c}}

Dicho intervalo excluye equilibrios con participaciones negativas o bien de los trabajadores (primera desigualdad) o bien de los capitalistas (segunda desigualdad).
Las expresiones (3.1) y (3.2) son las que han constituido posteriormente el núcleo de la teoría de la distribución post-keynesiana, pero solo tras un extremadamente duro debate. La expresión (3.1) muestra que la participación de los beneficios en el producto total depende positivamente de la tasa natural de crecimiento, de la relación capital producto y negativamente de la propensión al ahorro de la clase capitalista. La segunda de estas relaciones, (3.2), más conocida como la “Ecuación de Cambridge”, muestra que la tasa de beneficio viene determinada únicamente por el cociente de la tasa natural de crecimiento y de la propensión al ahorro de los capitalistas.

La importancia de estas expresiones y su sencillez hicieron que rápidamente se convirtieran en el centro de acalorados debates. Estas expresiones se habían alcanzado con un supuesto adicional que fue duramente criticado: Kaldor había supuesto que la propensión al ahorro de los trabajadores era nula.

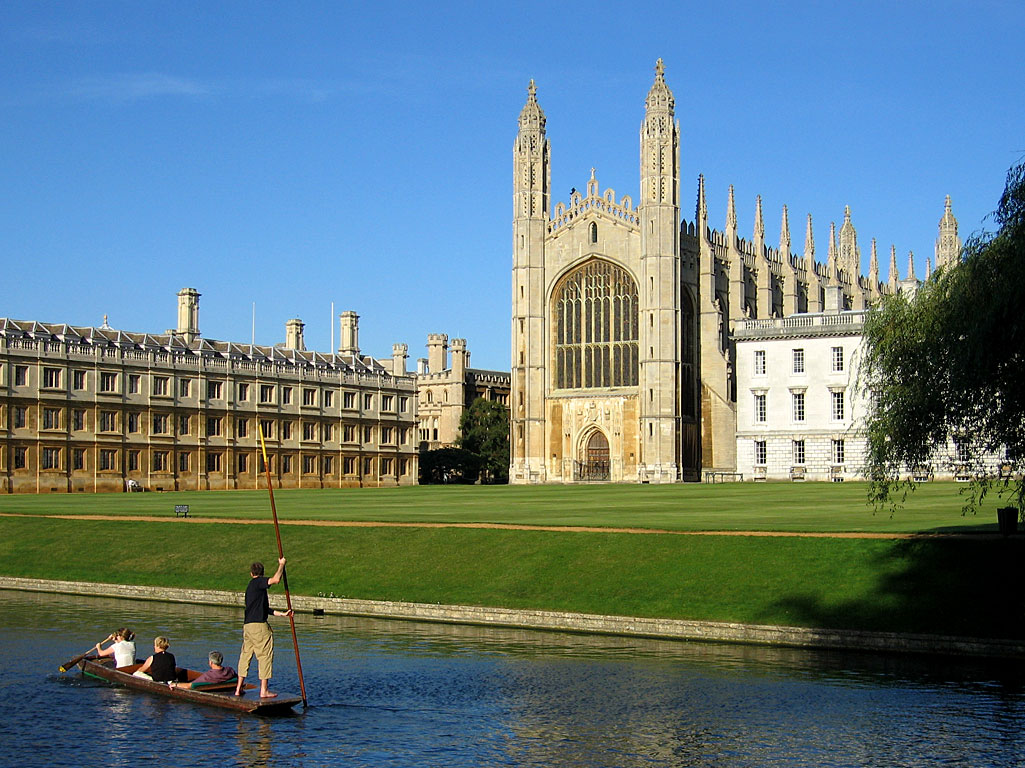
Pasinetti presentó por primera vez el Teorema de Pasinetti ante una audiencia en el King's College de la Universidad de Cambridge.

 En concreto, si se eliminaba este supuesto, las anteriores fórmulas perdían su concisión y además acababan dependiendo de la propensión al ahorro de los trabajadores. Este supuesto también fue duramente criticado porque, aunque podía haber tenido alguna justificación en los primeros días de la industrialización, parecía no tener sentido en las sociedades industriales actuales.

Pasinetti entró en el debate anterior con su artículo de 1962. Con su ahora célebre Teorema de Pasinetti, logró restaurar los resultados originales de Kaldor pero esta vez sin hacer ningún tipo de supuesto acerca del comportamiento del ahorro a nivel agregado de los trabajadores.

Merece la pena recordar la primera vez que Pasinetti presentó dicho teorema a una audiencia especializada:

“Me atreví, siendo el miembro más joven, a presentar los resultados de mi trabajo sobre la distribución del ingreso (Pasinetti, 1962) a una audiencia conocida como el Seminario Secreto, en el King's College (una versión post-guerra del más famoso Circus de Keynes) -una experiencia única para mí. Presenté los resultados como una crítica de la teoría de Kaldor. Los miembros de la audiencia se quedaron atónitos, o sospechosos, o escépticos, con una excepción: Nicky Kaldor. Él estuvo extraordinariamente rápido en captar la esencia de la idea y ver que la concesión de haber caído en un “desliz lógico” conducía a una generalización de la teoría post-keynesiana (en realidad de Kaldor) de la distribución del ingreso y, más aún, a una nueva teoría keynesiana a largo plazo sobre la tasa de beneficios”.
 L. Pasinetti

En dicho artículo Pasinetti demostró que Kaldor comete un “desliz lógico” al suponer que los beneficios totales solo provienen de los capitalistas, dicho de otro modo, “se ha supuesto, inadvertida pero inevitablemente, que los ahorros de los trabajadores son siempre transferidos en su totalidad como regalo a los capitalistas”. Es decir, la función de ahorro del modelo de Kaldor debe representar tanto los beneficios de los trabajadores como los beneficios de los capitalistas, es decir:

{\displaystyle \textstyle P=P_{w}+P_{c}\,\ }

Bajo esta nueva ecuación, la identidad Inversión = Ahorro se convierte en:

{\displaystyle \textstyle I=s_{w}Y+(s_{w}-s_{w})P_{c}\,\ }

Si esta expresión se despeja como antes, se verá que se alcanzan resultados formales parecidos a (3.1) y (3.2), pero ahora solo se refieren a la parte de los beneficios que van a parar a los capitalistas. En concreto, la ecuación de Cambridge por ejemplo tomaría esta peculiar forma:

{\displaystyle {\frac {P_{c}}{K}}={\frac {1}{s_{c}-s_{w}}}\cdot {\frac {I}{K}}-{\frac {s_{w}}{s_{c}-s_{w}}}\cdot {\frac {Y}{K}}}

La ecuación anterior ya no muestra la tasa de beneficio de la economía, P/K, sino una relación, Pc /K, que carece de toda significación económica. Para arreglar esta anomalía, Pasinetti suma a ambos miembros de la igualdad Pw /K, llegando a:

{\displaystyle {\frac {P}{K}}={\frac {1}{s_{c}-s_{w}}}\cdot {\frac {I}{K}}-{\frac {s_{w}}{s_{c}-s_{w}}}\cdot {\frac {Y}{K}}+{\frac {P_{w}}{K}}\Rightarrow {\frac {P}{K}}={\frac {1}{s_{c}-s_{w}}}\cdot {\frac {I}{K}}-{\frac {s_{w}}{s_{c}-s_{w}}}\cdot {\frac {Y}{K}}+{\frac {i\cdot K_{w}}{K}}}

Ya para finalizar, Pasinetti supone en este punto que a largo plazo, la variable i, que es la tasa de interés que cobran los trabajadores por prestar su capital a los capitalistas, es igual a la tasa de beneficio, P/K. Si hacemos este cambio y simplificamos, llegamos a:

(3.2){\displaystyle {\frac {P}{K}}={\frac {g_{n}}{s_{c}}}}

que es exactamente la (3.2) anterior, la ecuación de Cambridge, pero esta vez sin el supuesto de sw = 0. Por un procedimiento análogo Pasinetti obtiene la participación de los beneficios totales en la renta, llegando de manera similar a (3.1). Es decir, el Teorema de Pasinetti establece que a largo plazo la propensión al ahorro de los trabajadores carece de significación para la tasa de beneficio de la economía y la participación de los beneficios totales en la renta nacional. La propensión al ahorro de los trabajadores sí influye, sin embargo, en la distribución de los beneficios entre los trabajadores y los capitalistas.

Con estos resultados, el punto verdaderamente importante es que las conclusiones que alcanzó Kaldor eran mucho más generales que de lo que en un principio se creía. Como dice Pasinetti, “la falta de significación de la propensión a ahorrar de los trabajadores da al modelo una generalidad mucho mayor de lo que se había creído hasta ahora. Cuando la tasa de beneficio y la distribución de la renta entre beneficios y salarios se han determinado independientemente de sw, no hay necesidad de ninguna hipótesis sobre el comportamiento de los trabajadores en cuanto al ahorro agregado."
Las conclusiones obtenidas del Teorema de Pasinetti provocaron que se escribiesen una gran cantidad de artículos relacionados con el tema, cuyo fin era aclarar la naturaleza de la cuestión y sus implicaciones más importantes. En concreto, en 1966 Samuelson y Modigliani, economistas del MIT, escribieron un destacado artículo a modo de respuesta en el que se pretendía minimizar las consecuencias de dicho teorema y restar generalidad a sus conclusiones.

El argumento se centraba en lo primordial en una crítica a la desigualdad antes mencionada en la cual la ecuación de Cambridge operaba:

{\displaystyle s_{w}<{\frac {I}{Y}}<s_{c}}

Samuelsony Modigliani propusieron que la siguiente desigualdad (a la cual la llamaron desigualdad anti-Pasinetti) era igual de razonable que la anterior, y además dotaba al modelo de una mayor generalidad:

{\displaystyle s_{w}\geq {\frac {I}{Y}}\to s_{w}\geq g_{n}k}
Dicha desigualdad implica que la propensión al ahorro de los trabajadores es tan alta que les permite acumular capital a una velocidad mayor que los capitalistas. En el equilibrio final el capital total de la economía es propiedad de los trabajadores: los capitalistas han dejado de existir.

La formulación del intervalo anti-Pasinetti y toda la justificación teórica (y en ocasiones empírica) realizada por Samuelsony Modigliani fue rápidamente respondida por Pasinetti y de forma más crítica por Kaldor y Joan Robinson.

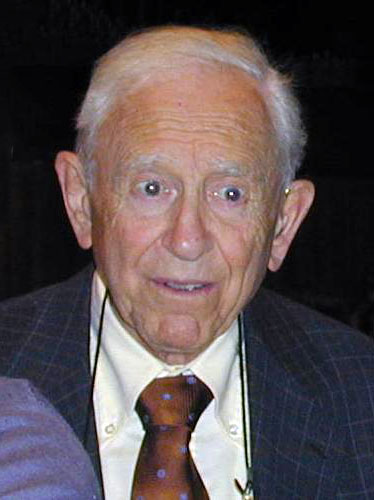
El gran economista italiano Franco Modigliani también participó activamente en los debates en torno al Teorema de Pasinetti.

Kaldor centró la crítica de su artículo en subrayar la falta de realismo de los supuestos de Samuelson y Modigliani a la vez que realizaba un notable estudio sobre los valores empíricos de las propensiones al ahorro de los trabajadores y capitalistas basándose en datos de la Contabilidad Nacional para Estados Unidos y Reino Unido. Kaldor concluía que “si no hacen un esfuerzo [los economistas neoclásicos] con mayor imaginación para conciliar su marco teórico con los hechos conocidos de la experiencia, su teoría económica seguirá siendo inevitablemente un ejercicio estéril.”

Pasinetti prefirió centrar su crítica en un nivel de análisis más abstracto, señalando las debilidades del análisis lógico de Samuelson y Modigliani a la vez que reafirmaba los resultados de la ecuación de Cambridge. Pasinetti, aunque en otro tono, coincidía con Kaldor en lo restrictivos que eran los supuestos de los economistas neoclásicos:

“Solow, por ejemplo […] pasa alegremente a añadir toda una serie de nuevos supuestos que Harrod y Domar no hacen: una función de producción homogénea y lineal diferenciable, sustituibilidad perfecta e infinita del trabajo y el capital, competencia perfecta en los mercados del trabajo y el capital, etc…  […] La extraordinaria característica de estos supuestos es, no sólo que son numerosos, sino peculiarmente híbridos, opuestos y extremos”.
 L. Pasinetti

Para Pasinetti, el tema central del debate está en la forma en la que la tecnología es definida. Si sw<gnK/Y la ecuación de Cambridge se mantiene en pie cualquiera que sea el supuesto que se haga sobre la tecnología (es decir, cualquiera que sea la forma de la función de producción), mientras que si sw>gnK/Y, la tecnología sí juega un papel importante. “Los resultados de la teoría de la productividad marginal de Meade-Samuelson-Modigliani sólo son válidos bajo supuestos particulares e inaceptables sobre la tecnología”.

Sin embargo, aún suponiendo supuestos particulares e inaceptables sobre la tecnología, Pasinetti prefiere continuar el análisis y demostrar que aún si fuese posible definir tal relación, el intervalo de Samuelson y Modigliani apenas contaría con ninguna significación práctica, pues aunque la ecuación de Cambridge no determinase la tasa de beneficio sí determinaría un límite superior, el cual no podría pasar. Primero, la tasa de beneficio no puede ser mayor a gn/sc. Por otro lado, la tasa de beneficio lógicamente no puede ser menor a gn (significaría que los individuos aportan más al crecimiento de la economía de lo que reciben a cambio de beneficios, lo cual es evidentemente un absurdo).

Por lo tanto, aunque en el intervalo de [Paul Samuelson|Samuelson]]-Modigliani la tasa de beneficio viene determinada por las productividades marginales (y no por la ecuación de Cambridge como en el caso general), su campo de acción es extremadamente reducido, quedando confinado a casi una especie de filo de la navaja:

{\displaystyle \textstyle g_{n}<r<{\frac {g_{n}}{s_{c}}}\,\ }

### La ecuación de Cambridge: la introducción del sector público
Ya en la década de los 70 las controversias en torno al Teorema de Pasinetti se redujeron en gran medida, entrando el debate en una segunda fase, en la cual varios autores “procedieron a liberar supuestos, probando nuevas hipótesis e introduciendo complicaciones de todos los tipos”. En realidad, ya en la década de los 60 algunos economistas inspirados por el artículo de Kaldor de 1966 empezaron a introducir en el modelo de Cambridge cuestiones relativas a los activos financieros, los tipos de interés y el funcionamiento de los mercados financieros y las grandes corporaciones. Todas estas contribuciones, al igual que las que se harían más tarde en la década de los 70 y los 80, eran esfuerzos destinados a dotar al modelo de Cambridge de una mayor aplicabilidad y de un realismo más explícito.

Fue en 1972, gracias a un notable artículo de Steedman, cuando el sector público fue explícitamente incluido en la ecuación de Cambridge. Aunque habían pasado 16 años desde el artículo original de Kaldor, no se había hecho ningún intento formal por introducir el sector gubernamental y todas sus complicaciones en todo ese período de tiempo. El caso es más llamativo si se tiene en cuenta que Kaldor era un experto asesor en temas fiscales y en teoría de los impuestos y hacienda pública. Esto se debe al hecho ya mencionado que durante todo ese lapso de tiempo los economistas estuvieron más preocupados de centrarse en las propiedades analíticas del resultado del Teorema de Pasinetti.

En realidad, el artículo de Steedman de 1972 era una original y muy constructiva forma de resolver la disputa teórica entre Pasinetti y Samuelson-Modigliani. Steedman mostró que si se introducía el sector público, bajo el supuesto de que el Estado tenía presupuesto equilibrado, las soluciones de equilibrio a largo plazo eran acordes siempre con las soluciones de Pasinetti, y nunca con las soluciones “duales” de Samuelson-Modigliani. Es decir, la introducción del sector público hacía que la tasa de beneficio siguiese siendo independiente de la propensión al ahorrode los trabajadores y de la relación capital/producto (la tecnología).
 
La “ecuación de Cambridge ampliada” a la que llegó Steedman fue: 

(3.3){\displaystyle {\frac {P}{K}}={\frac {g_{n}}{(1-t_{p})s_{c}}}}

donde tp es la tasa impositiva (media y marginal) sobre los beneficios. En el caso en que tp=0 (no hay impuestos sobre beneficios), se obtiene la ecuación de Cambridge original. Como se ve ahora fácilmente, ni la propensión al ahorro de los trabajadores, ni la tecnología ni siquiera la tasa impositiva sobre los salariosafectan a la tasa de beneficio de la economía, y por lo tanto tampoco afectan a la distribución entre beneficios y salarios. 

Pasinetti reentró en el debate en un artículo de 1989 mostrando que era irrelevante que el presupuesto gubernamental presentase déficit o superávit, pues ello no invalidaba las principales conclusiones de la ecuación de Cambridge. En caso de que el presupuesto no estuviese en equilibrio, la ecuación de Cambridge adoptaba la siguiente forma:

(3.4){\displaystyle {\frac {P}{K}}={\frac {g_{n}}{(1-t_{p})s'_{c}}}}

Donde s’c es una “propensión al ahorrode los capitalistas corregida”, que tiene en cuenta tanto la imposición directa sobre los beneficios como la indirecta, ti (sobre el consumode los capitalistas) así como la propensión al ahorro del Gobierno, sT:

{\displaystyle s'_{c}=s_{c}\cdot (1-t_{p})+s_{T}\cdot \alpha \cdot [t_{p}+t_{i}\cdot (1-s_{c})\cdot (1-t_{p})]}

Aunque la expresión de la propensión al ahorro de los capitalistas no es tan sencilla como la original, lo verdaderamente destacable es que da igual cual sea la hipótesis que se adopte sobre la situación del presupuesto gubernamental, pues la ecuación de Cambridge sigue dependiendo de la tasa natural de crecimiento dividida entre la propensión al ahorro de los capitalistas, con independencia de la propensión al ahorro de los trabajadores y de la tecnología. 

La ecuación (3.3) -y la (3.4)- puede verse desde otro punto de vista: puede expresarse en función del beneficio después de impuestos: 

{\displaystyle {\frac {P}{K}}(1-t_{p})={\frac {g_{n}}{s'_{c}}}}

El beneficio, ahora después de impuestos, viene dado por la tasa natural de crecimiento dividida por la propensión al ahorro de los capitalistas, con independencia de cualquier otra cosa. Es decir, la ecuación de Cambridge original expresaba la tasa de beneficio después de impuestos, no la tasa de beneficio antes de impuestos. 

Pero la conclusión más importante que puede sacarse de todo el análisis es que si, por ejemplo, tomamos dos economías idénticas en todo (tasa natural de crecimiento y propensiones al ahorro) excepto en que una de ellas tiene un tipo impositivo sobre los beneficios mayor, esta economía disfrutará de una tasa de beneficios antes de impuestos -y por tanto de una participación de los beneficios en la renta nacional- mayor. Es decir, el sistema gubernamental tiene un efecto per se redistributivo a favor de los beneficios y en contra de los salarios. Esta importante y sorprendente conclusión no nos debería ser nueva, pues como dice Pasinetti:

“Esta es la teoría que propuso Kaldor de forma consistente en toda su abundante obra sobre imposición. Como él abiertamente reconoció (Kaldor, 1956), la teoría está en consonancia con el análisis económico clásico, pero con un cambio dramático en la cadena de causalidad. Como es bien sabido, Ricardo tomó los salarios como dados, y concluyó que todos los impuestos sobre los salarios serían finalmente trasladados a los beneficios. Para Kaldor, es justo lo contrario. Los beneficios, siendo la fuente de los ahorros que son necesarios para sostener las inversiones exógenas necesarias para el pleno empleo, tienen una especie de prioridad sobre el ingreso. Así, para Kaldor, todos los impuestos sobre los beneficios son finalmente trasladados a los salarios.”
 L. Pasinetti

### Controversias en torno a la teoría del Capital
Paralelamente a las aportaciones realizadas a los modelos de Cambridge de crecimiento y distribución de la renta, en la década de los 60 Pasinetti intervino en lo que ha venido a conocerse en la literatura económica como la Controversia entre los dos Cambridge: el Cambridge de Inglaterra, cuyos máximos exponentes eran Joan Robinson, Luigi Pasinetti, Piero Sraffa y Nicholas Kaldor y el Cambridge de Estados Unidos, Massachusetts, cuyos miembros eran Paul Samuelson, Robert Solow, David Levhari y Edwin Burmeister.

Las controversias en torno a la naturaleza y la importancia del capital no eran nuevas. A principios del siglo XX, el economista John Bates Clark, en un esfuerzo por refutar la teoría de la explotación de Marx, propuso que los salarios y los beneficios (interés como lo llaman los neoclásicos, debido a su supuesto de que la tasa de beneficio y la tasa de interés son iguales) eran simplemente precios derivados de sus respectivas productividades marginales; teoría recogida en su más famosa afirmación, en la cual “lo que cada clase social obtiene, bajo la ley natural, es lo que contribuye al producto total de la industria”. En este debate intervinieron más tarde Veblen y Böhm-Bawerk, proponiendo teorías ligeramente diferentes, pero básicamente similares, a la de J. B. Clark.

En 1930 Hayek reabrió el debate relacionando menores tipos de interés con métodos de producción más indirectos, es decir, con mayores relaciones capital/trabajo. Siendo el tipo de interés para Hayek el precio del capital, era normal que para Hayek (al igual que para todos los economistas neoclásicos) menores tipos de interés condujesen a métodos de producción más intensivos en capital. El impacto que tuvo la Gran Depresión sobre el pensamiento económico de la época hizo que los debates en torno al capital quedasen a un lado, y no fue hasta 1953, debido a un artículo de Joan Robinson, que el tema volvió a adquirir preeminencia. 

Robinson inició la controversia con un conocido párrafo en donde expone el principal problema a nivel conceptual del capital:

“Además, la función de producción ha sido un poderoso instrumento de la mala educación. Al estudiante de teoría económica se le enseña a escribir O {\displaystyle =} f(L,C), donde L es una cantidad de trabajo, C una cantidad de capital y O una tasa de producción de bienes. Se le pide suponer que todos los trabajadores son iguales, y que mida L en horas-hombre de trabajo; se le dice algo acerca del problema de números índices involucrado en la elección de una unidad de producto, y luego debe pasar de prisa a la cuestión siguiente, con la esperanza de que no se le ocurra preguntar en qué unidades se mide C. Antes de que llegue a preguntar, ya se habrá convertido en profesor, y así se trasmiten de una generación a la siguiente hábitos de pensamiento torpe.”
 J. Robinson

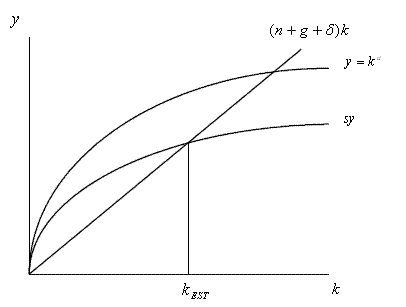
Las funciones de producción fueron duramente criticadas por los postkeynesianos, que mostraron que eran un concepto erróneo para el análisis económico.

Aunque inicialmente el debate se centró en torno a la medición del capital, rápidamente empezaron a surgir más cuestiones fundamentales sobre la validez general de las funciones de producción neoclásicas. Si el capital se pudiese medir de alguna forma, y si además se suponían rendimientos constantes a escala, productividades marginales decrecientes, tecnología dada, equilibrio competitivo y producción de una solo bien, la función de producción permitía obtener tres notables conclusiones:

1. La tasa de interés es determinada por la productividad marginal del capital.
2. Una relación monótona inversa entre el tipo de beneficio y la relación capital-trabajo, es decir la posibilidad de relacionar la tasa de beneficio mediante la enumeración de un conjunto de técnicas de producción perfectamente ordenadas.
3. La distribución de la renta entre salarios y beneficios viene explicada por las productividades marginales de los factores y por la relativa escasez de cada uno.

El supuesto de la producción de un solo bien era crucial, pues permitía medir el capital en unidades físicas, y no surgía ningún problema de valoración. Sin embargo, en un modelo con muchos bienes (capital heterogéneo), tal posibilidad de agregación desaparece.

En 1962 Paul Samuelson escribió un célebre artículo, que propició y precedió el fuerte debate subsiguiente. Samuelson se proponía solucionar el problema de la agregación del capital mediante un nuevo concepto, la función de producción substituta. “Lo que me propongo demostrar aquí es que un concepto nuevo, la “función de producción sustituta”, puede proveer cierta racionalización para la validez de las parábolas sencillas de J.B.Clark según las cuales hay una cosa singular llamada “capital” que puede ponerse en una sola función de producción y generar junto con la mano de obra el producto total”.

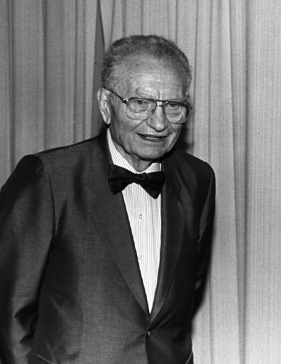
Samuelson reconoció en un artículo de 1966 que la teoría neoclásica tradicional del capital estaba equivocada, al igual que su concepto de función de producción sustituta.

El problema es que ahora, para agregar capital y meterlo en una función de producción agregada, hay que valorar el capital de una forma monetaria como una corriente de flujos descontada que se espera producir en el futuro, lo que inevitablemente implica un tipo de interés para descontar tales flujos. Los efectos producidos por cambios en los tipos de interés sobre el valor del capital son básicamente dos: la readopción de técnicas (el cambio doble) y la reversión del capital.

El cambio doble es básicamente la posibilidad de que un mismo método de producción sea el más rentable respecto a otros métodos de producción a más de un tipo de beneficios, es decir, puede ser el más rentable tanto como a tipos de beneficio bajos como altos, aun cuando en el medio esté dominado por otros métodos.

La reversión del capital se produce en cambio cuando se pasa de una técnica a otra, y ocurre cuando por ejemplo al considerar un menor valor de la tasa de beneficio se pasa a una técnica no más intensiva en capital, sino con menor valor del capital.

Pasinetti publicó un célebre artículo en el Symposium del Quarterly Journal of Economics en 1966, que era en realidad una reelaboración y ampliación de un artículo que presentó un año antes, ante el Primer Congreso Mundial de la Sociedad Econométrica en Roma. Pasinetti se propuso mostrar que el teorema enunciado un año antes por David Levhari y Paul Samuelson, que se suponía que demostraba la imposibilidad del cambio doble a nivel agregado, era falso. Aunque en 1960 Sraffa ya había demostrado que el cambio doble era una posibilidad, nadie había considerado hasta entonces en profundidad tal aportación. Como dice Pasinetti al comienzo de su artículo de 1966:

“Entre los resultados que Piero Sraffa publicó hace pocos años, hay uno notable sobre el problema de la elección de técnicas, en un sistema económico en el cual las mercancías son producidas por mercancías y trabajo. Mr. Sraffa mostró que, si consideramos todos los métodos técnicos para producir la misma mercancía, los cuáles pueden llegar a ser los más rentables al menos en un punto particular de la distribución del ingreso (y dejando a un lado todos aquellos que son inferiores a otros en todas las posibles distribuciones del ingreso), no es posible en general ordenarlos  de tal forma que su elección sea una función monótona de la tasa beneficio, variando de cero a su máximo.”
 L.Pasinetti

Y después añade: “Este resultado, debido a sus implicaciones teóricas, ha sido bastante preocupante; y ha habido un rechazo general a examinarlo.”

Dicho artículo empieza poniendo un ejemplo numérico en el que mediante la construcción de dos técnicas alternativas muestra que, aún satisfaciendo todos los requisitos del análisis de Levhari y Samuelson, el cambio doble es una posibilidad a nivel agregado. A continuación pasa a realizar un análisis teórico para ver donde está el error en el planteamiento de Levhari, pues si el ejemplo numérico anterior ha refutado el teorema, “esto significa que sus argumentos lógicos deben haber sido incorrectos en alguna parte”.

Las conclusiones del artículo fueron realmente notables, pues si ya no podía sostenerse una relación monótona entre tasa de beneficio y relaciones capital-trabajo, el concepto de función de producción carecía de sentido. Concluye por lo tanto que:

“El análisis anterior muestra que […] no se puede esperar ninguna conexión en general entre la dirección del cambio de la tasa de beneficio y la dirección del cambio de la  "cantidad de capital” por hombre.”
 L.Pasinetti

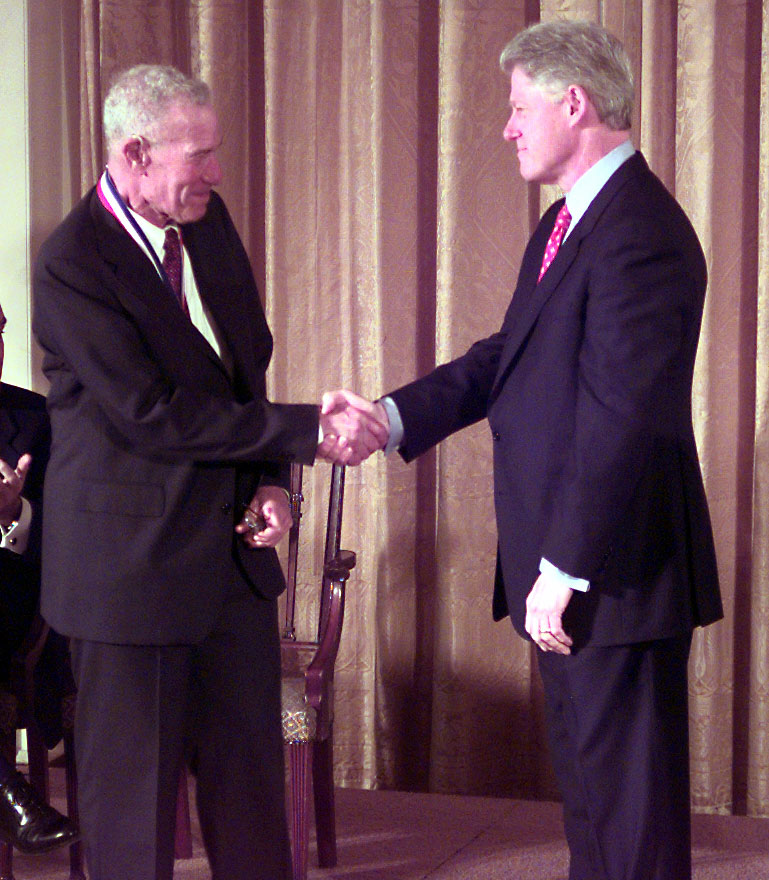
Solow, el pionero de las funciones de producción, intentó rescatar sin éxito para la teoría del capital el concepto de Irving Fisher tasa de rendimiento sobre el capital.

La otra gran aportación de Pasinetti al debate en torno al capital fue un artículo de 1969 titulado “Switches of Technique and the ‘Rate of Return’ in Capital Theory”. En dicho artículo Pasinetti se propuso mostrar que el concepto de Irving Fisher, tasa de rendimiento sobre capital, redescubierto y utilizado por Solow en 1967 como medio de rescatar las funciones de producción, no tenía ningún significado económico relevante. 

Cualquiera de las dos definiciones que Fisher dio sobre la tasa de rendimiento del capital eran irrelevantes, pues una era una expresión contable y sobre la otra, para que dijese algo interesante, había que incluir el postulado sutil de evitar el problema del cambio doble. Es decir, el concepto de tasa de rendimiento, que Solow pensaba que podría reutilizarlo como el concepto central de la teoría del capital, no tenía ningún contenido teórico autónomo. La conclusión del artículo es un esclarecedor resumen de las conclusiones obtenidas respecto de los debates sobre la teoría del capital:

“Las consecuencias del fenómeno de reversión de las técnicas para la teoría marginal del capital parecen más graves a medida que profundizamos más en ellas y las traemos a la luz. El resultado inicial de la ausencia de una relación general entre la tasa de ganancia y el valor de los bienes de capital por hombre vino a contradecir la interpretación dada por la teoría marginal a la tasa de ganancia como instrumento selector de la intensidad del capital […] La nueva investigación revela ahora que otra noción tradicional, la de la “tasa de rendimiento”, carece de todo contenido teórico autónomo”.
 L.Pasinetti

### Lecciones de Teoría de la Producción
Lecciones de teoría de la producción apareció por primera vez en lengua italiana en 1975. Ya en 1956 algunas partes del libro circulaban en forma de apuntes de clase en varias universidades italianas. La insistencia de sus estudiantes a dar a dichas notas una forma más estructurada y compacta hizo que Pasinetti las reuniese y añadiese varios capítulos más hasta alcanzar la forma con la que el libro finalmente apareció.

Esta es la principal razón por la que Lecciones de teoría de la producción ha sido la más exitosa (didácticamente) de todas sus publicaciones (ha sido traducida al francés, al español, al alemán y al japonés). La versión inglesa, que apareció dos años más tarde, en 1977, mantuvo el carácter y la mayor parte de la estructura del libro, aunque Pasinetti introdujo notables ampliaciones, en forma de más secciones y nuevos apéndices.

A nivel teórico, Lecciones de teoría de la producción es un libro dedicado al análisis de la teoría de la producción, esto es, la forma en que las sociedades producen riqueza y como luego ésta es distribuida. Es curiosa la forma inusual con la que Pasinetti abre el libro. Empieza en el Capítulo I dando dos posibles definiciones de riqueza: 

“El concepto de riqueza parece, a primera vista, ser perfectamente claro y familiar. Se define tradicionalmente como “la abundancia de bienes y servicios a disposición de un individuo o de una comunidad” […] La principal distinción que se puede hacer es que “abundancia de bienes” puede significar una dotación, un fondo, de bienes existentes, es decir, riqueza como un stock de mercancías o derechos, o bien puede significar un flujo periódico mensurable de mercancías o ingresos. Estos dos significados son a menudos confundidos, incluso hoy.”
 L.Pasinetti

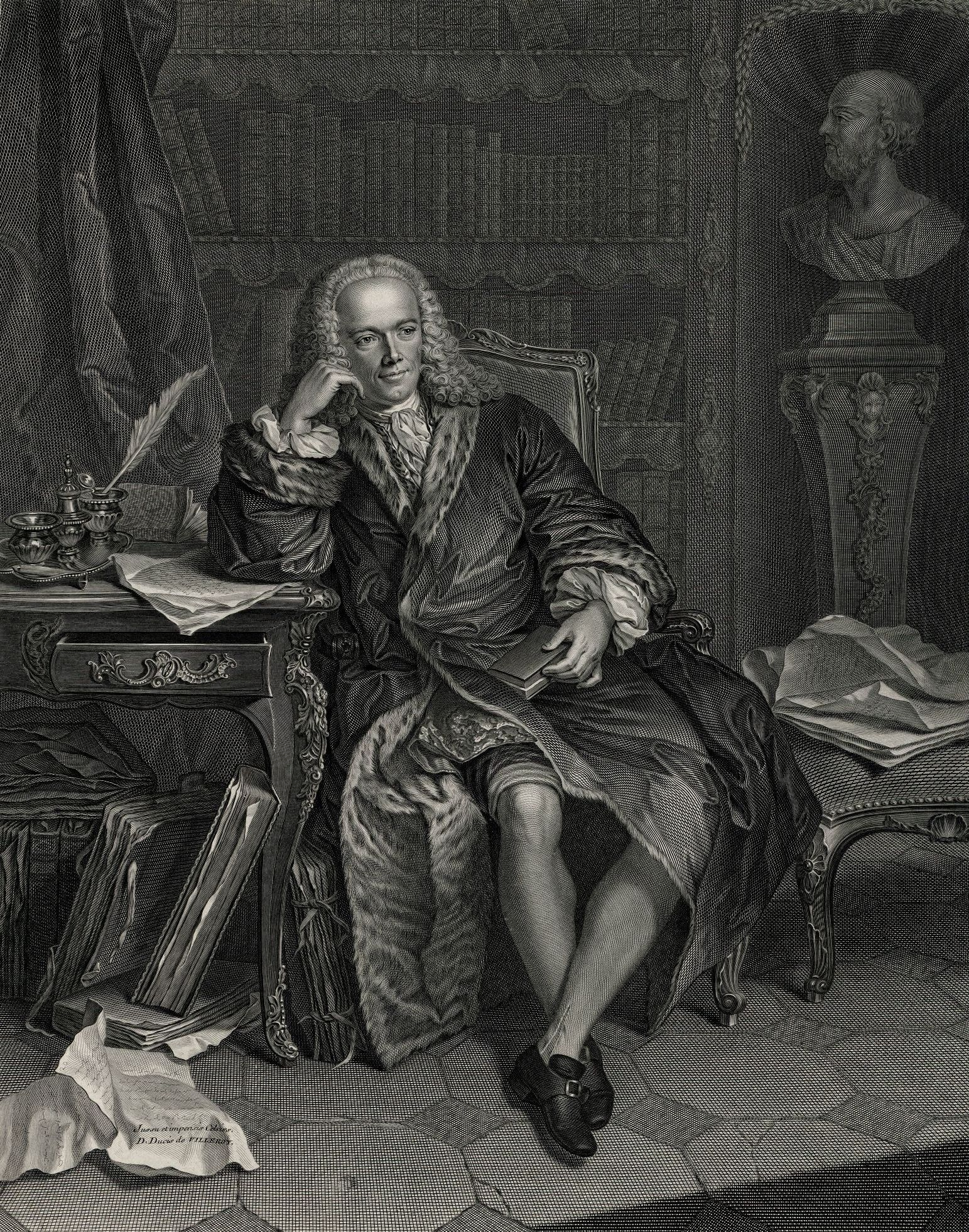
François Quesnay.

Aunque entender la riqueza como un stock puede ser útil a nivel de individuos, a nivel macroeconómico es la riqueza como flujo es el concepto que es más relevante. Por ello, Pasinetti considera que la gran aportación de la escuela fisiocrática del siglo XVIII es que los conceptos del excedente y de la actividad económica son esencialmente circulares, como muestra perfectamente el esquema que ideó François Quesnay, el Tableau Economique. Las ideas fisiocráticas fueron desarrolladas por los economistas clásicos y más tarde por Marx. Todos ellos vieron la importancia de concebir la producción y la riqueza como flujos, mientras que la revolución marginalista de finales del siglo XIX prefirió estudiar el concepto de riqueza como stock, por lo tanto ignorando los problemas de la producción y de la distribución, centrándose en modelos de intercambio puro.

Desde este punto en adelante, Pasinetti desarrolla y presenta de una manera concisa una verdaderamente clásica teoría de la producción. Este libro llegó a ser para una generación entera de estudiantes italianos (y también en algunas Universidades no italianas) la exposición más completa del sistema teórico de Piero Sraffa expresado en forma matricial (con un apéndice dedicado a los conceptos básicos del álgebra matricial) y del análisis Input-Output de Wassily Leontief. 

Los capítulos 4, 5, y el apéndice al capítulo 5 explican, respectivamente, el sistema de Leontief, el sistema de Sraffa y el problema de Marx de la transformación de valores en precios. Aunque el sistema de Leontief y el sistema de Sraffa fueron concebidos para propósitos distintos, el primero como herramienta empírica y el segundo como esquema teórico, ambos tienen su base en la escuela fisiocrática y en la escuela clásica. El mayor logro teórico del sistema de Sraffa, como dice Pasinetti al final del capítulo 5 es que:

“…esta construcción ha demostrado que es posible tratar la distribución del ingreso independientemente de los precios y ha demostrado, más aún, que esta posibilidad no está atada a la teoría del valor trabajo. Es por último posible afirmar rigurosamente que los fallos o la poca adecuación de la teoría clásica del valor trabajo, o incluso abandonándola totalmente, deja ilesa la posibilidad de tratar la distribución del ingreso independientemente de los precios.”
 L.Pasinetti

Los dos últimos capítulos son excelentes resúmenes de problemas que Pasinetti ha tratado extensamente a lo largo de su carrera. El capítulo 6 explica parte de las controversias del capital y el problema en torno al cambio doble y sus consecuencias para el análisis económico tradicional. En el apéndice del capítulo 6, Pasinetti también analiza la herramienta matemática conocida como programación lineal. Sobre ella señala sus virtudes para su uso en esquemas como el de Sraffa y Leontief, aunque “desafortunadamente, la programación lineal fue rápidamente restringida dentro de los límites del análisis marginal tradicional y ha perdido su fuerza motriz”.

El capítulo 7 es una introducción a los modelos de producción dinámicos y a sus implicaciones respecto a la teoría de la distribución. Pasinetti expone tanto sus aportaciones propias a este campo como un resumen del modelo de Von Neumann, mostrando tanto sus méritos como sus limitaciones. Aunque por motivos de brevedad Pasinetti no expone sus aportaciones respecto al cambio estructural, este último capítulo puede ser considerado una apropiada introducción a su libro Cambio estructural y Crecimiento Económico, donde todos estos problemas están ampliamente tratados.

### Cambio estructural y crecimiento económico
En 1981 apareció Cambio estructural y Crecimiento Económico, un libro que había estado en gestación desde 1963, año en que Pasinetti presentó su tesis en Cambridge “A Multi-Sector Model of Economic Growth”; cinco de los nueve capítulos de la tesis fueron publicados a su vez en un artículo en 1965, y en el tiempo restante Pasinetti reescribió y añadió algunos capítulos hasta alcanzar los 11 capítulos con los que el libro apareció.

El libro es una investigación teórica sobre la evolución a largo plazo de los sistemas económicos industriales. Según Pasinetti, dicho trabajo surgió por:

“Una combinación de tres factores inspiró en sus inicios esta investigación –uno factual y dos teóricos-. El elemento factual lo proveyó el desarrollo extraordinariamente desequilibrado –sector a sector, región a región- del entorno en que viví (la Europa de postguerra) en el momento en que comencé mi aprendizaje en Economía. Los dos factores teóricos son los representados por dos tipos de teorías, específicamente, los modelos macroeconómicos dinámicos de crecimiento económico y el análisis input-output […]”
 L.Pasinetti

Prescindiendo por un momento de los aspectos técnicos, podemos decir que en términos generales el libro es absolutamente novedoso por tres razones. Para empezar, fue el primer libro que ofreció un marco unificador y coherente alternativo al propuesto al de la teoría neoclásica. Este último, que se desarrolló a partir de 1870 (la revolución marginalista), aunque intentaba explicar la realidad económica desde un punto de vista simplificado, el intercambio, y con supuestos y herramientas analíticas muy restrictivas, tenía la ventaja de que sus autores “presentaron siempre claramente sus argumentos en torno a un problema unificador (la asignación óptima de los recursos escasos) y un principio unificador (el proceso racional de maximización bajo restricciones).“

Era natural entonces que muchas aportaciones hechas aisladamente y al margen de la economía neoclásica fuesen o bien desechadas, o bien transformadas y retocadas para que tuviesen cabida en el modelo neoclásico. El propósito de Pasinetti es por tanto ofrecer un paradigma alternativo y unificar estas teorías en un nuevo conjunto sólido, en el que están presentes las aportaciones de Keynes, Kalecki, Sraffa, Leontief, los modelos macrodinámicos de Harrod y Domar y la teoría de la distribución de los economistas de post-keynesianos de Cambridge: todo ello iluminado y salpicado con algunas de las teorías, ideas y preocupaciones de los economistas clásicos.

El segundo punto importante es que es el primer trabajo en que Pasinetti no resuelve un problema específico de forma aislada, sino que intenta ofrecer su visión global del proceso económico e integrar todas las aportaciones que había hecho hasta entonces. En el libro pueden encontrarse sus ideas sobre la economía clásica, sobre la distribución de la renta, sobre los problemas del capital y sobre los aspectos de la producción conjunta, todos ellos ordenados y ensamblados con el fin de explicar la dinámica de las sociedades industriales.

El tercer punto a destacar es de carácter metodológico y probablemente el punto más importante. Emulando a los economistas clásicos, Pasinetti piensa que es posible el estudio de sistemas económicos naturales, es decir, sistemas económicos abstractos libres de cualquier institución. En dichos sistemas naturales es posible deducir una serie de características, principios y leyes generales, que luego pueden irse transformando o diluyendo en función de las leyes e instituciones que se vayan introduciendo.

Estas últimas son las que conforman un sistema económico real: por ejemplo, un sistema capitalista o un sistema socialista. Como dice él, “es un rasgo distintivo del presente esquema teórico comenzar llevando a cabo todo el análisis a un nivel de investigación que los economistas clásicos llamaban “natural”, es decir, a un nivel de investigación que es tan fundamental como para ser independiente del marco institucional de la sociedad”.

A pesar del alto grado de abstracción del análisis, este método de análisis puede proveer numerosas respuestas a problemas prácticos del mundo real:

“Existe una ulterior y muy nítida consecuencia metodológica que se sigue de allí, y es una discriminación brusca entre aquellos problemas económicos que se tienen que resolver sobre la base de sólo la lógica –para los que la teoría económica es enteramente autónoma- y aquellos problemas económicos que surgen en conexión con instituciones concretas, o con grupos particulares o la conducta individual para los que la teoría económica ya no es autónoma y tiene que integrarse con hipótesis adicionales […] Por tanto, se tendrá ciertamente que continuar a partir del presente análisis hacia investigaciones más detalladas concernientes a marcos institucionales particulares, si se van a obtener conclusiones más específicas, pero sin peligro de confundir los dos niveles de investigación.“
 L.Pasinetti

Los seis primeros capítulos constituyen el núcleo analítico del libro. En ellos Pasinetti establece las condiciones necesarias para que en la economía no haya ni trabajadores desempleados ni capacidad productiva ociosa. El análisis de Pasinetti siempre discurre desde los modelos más simplificados a los más generales. Por ello, y tras analizar en el capítulo 2 las condiciones de equilibrio de una economía para el corto plazo, en el capítulo 3 analiza el modelo de crecimiento más sencillo que se pueda plantear: la población crece a una tasa porcentual uniforme, los coeficientes técnicos permanecen constantes a lo largo del tiempo y los coeficientes de la demanda también (es decir, los gustos de los consumidores). 
Con estos supuestos, dos tipos de condiciones son necesarias para el pleno empleo de los recursos: la primera macroeconómica, en la que el gasto total debe ser igual a la renta total, y la segunda sectorial, que dice que cada sector debe tener un ritmo de acumulación de capital necesario para cubrir los aumentos de demanda: una serie de ecuaciones Harrod-Domar para cada sector.

El resultado más importante de este análisis es que Pasinetti muestra que, bajo estos supuestos, es irrelevante mostrar el análisis en términos macroeconómicos o en términos, de forma más desagregada, sectoriales. Como el sistema se expande manteniendo sus proporciones constantes, no se pierde ninguna generalidad si se realiza el análisis en términos más agregados. Por lo tanto, este es el caso al que los modelos macroeconómicos de crecimiento pueden ser correctamente aplicados, dado que “si toda la estructura del sistema económico tuviera realmente que permanecer constante en el tiempo, cualquier formulación desagregada no nos proveería de observaciones particularmente útiles, además de las ya provistas por las formulaciones macroeconómicas correspondientes mucho más simples.”

Los capítulos 4 y 5 están dedicados a la elaboración de un modelo dinámico general multisectorial; un modelo realmente relevante para el análisis dinámico. Mientras que el capítulo 5 está dedicado a la exposición de dicho modelo, en el capítulo 4 Pasinetti expone una de las ideas más importantes y novedosas de todo el libro: el progreso técnico de toda sociedad no solo produce cambio en los métodos de producción, también produce cambios en la composición de la demanda. La forma en que Pasinetti introduce el comportamiento dinámico de la demanda a través del tiempo es por medio de una readopción en forma actualizada de la Ley de Engel, la cual establece en general que mayores y más altos niveles de renta conducen a decisiones de consumo diferentes. Esta forma de enfocar la demanda permite a Pasinetti extraer tres notables conclusiones.

La primera de ellas es que el aprendizaje del individuo es una conducta mucho más básica y mucho más realista que la conducta racional postulada por muchos economistas. Si la renta cambia a lo largo del tiempo y por lo tanto cambian las preferencias de los consumidores, los consumidores tienen que estar continuamente aprendiendo sobre los nuevos bienes que van a consumir. Es decir, no es razonable “esperar nunca que cada consumidor adopte las mejores decisiones de consumo posibles”.

La segunda conclusión que se puede extraer es que debido a que lo largo del tiempo las preferencias de los consumidores cambian es inevitable que a lo largo del tiempo se produzcan desequilibrios sectoriales (a corto plazo) debido a los cambio de las demandas de los bienes. Esto es, por lo tanto, una fuente de desequilibrios para el sistema.

La tercera conclusión es que la demanda sí importa en la determinación de las variables macroeconómicas importantes a largo plazo. Incluso en la formación de los precios a largo plazo, la demandatiene un papel vital por medio de las cantidades producidas:

“Esta otra serie dice que las cantidades a producir dependen de los factores demandados, es decir, de la evolución, per cápita y en el tiempo, de las preferencias de los consumidores y de la población. En otras palabras, en el largo plazo, la demanda determina la cantidad de cada mercancía que tiene que producirse. Esta es la mitad del problema que Ricardo no vio, y que Marshall tampoco supo desarrollar.”
 L.Pasinetti

La segunda parte del libro, que va del capítulo 7 al 11, desarrolla todas las consecuencias que se extraen del modelo dinámico del capítulo 5. También se explican la evolución a largo plazo de las variables más importantes: empleo, salarios, beneficios, relaciones capital/producto y capital/trabajo además de una explicación en el capítulo 8 de la distinción entre tasa de interés y tasa de beneficio, que cierra el marco teórico de todo el libro y lo hace particularmente completo y compacto.

El último capítulo, el 11, aunque parte de las conclusiones y de la formulación del modelo del capítulo 5, es ligeramente diferente al resto del libro, pues es el único capítulo en el que Pasinetti analiza sistemas económicos con relaciones económicas internacionales, economías abiertas que comercian con otras economías del mundo. En este capítulo Pasinetti muestra que las principales ganancias del comercio internacional vienen derivadas del aprendizaje internacional de los países. Los países subdesarrollados pueden beneficiarse del comercio internacional si son capaces de imitar los métodos de producción de los países desarrollados, posibilidad alentadora pero un poco limitada debido a que los países menos desarrollados no están en condiciones de imitar todos los métodos: por un lado, sus niveles menores de renta per capita hacen que (mediante la Ley de Engel) los bienes demandados en esos países sean diferentes a los que se demandan en los países desarrollados, mucho más sofisticados. Además, la Ley de Engel establece también un estricto orden en las decisiones de consumo. El último párrafo es un excelente resumen de este capítulo y de todo el libro de Pasinetti:

“Puede quizá consolar el pensar que la riqueza que nos trajo la edad industrial es de un tipo mucho más favorable que la antigua, para las relaciones entre las gentes y las naciones. Porque, si, en el mundo preindustrial, la principal forma de que un país aumentase su riqueza era el dominar y explotar a sus vecinos, hoy es el emularlos y hacerlo mejor que ellos. Es algo menos consolador darse cuenta de que, con todos los nuevos horizontes abiertos ante nosotros, caemos a menudo nosotros mismos en los viejos conceptos y no aprovechamos nuestra posibilidades actuales, no debido a nuestras dificultades objetivas, sino a la persistencia de las viejas ideas, que reúnen la rara combinación de ser tanto desfavorables como obsoletas”.
 L.Pasinetti

En 1993 Pasinetti volvió a los problemas de la dinámica estructural con un libro maravillosamente compacto: Structural economic dynamics –a theory of the economic consequences of human learning. Poca atención se ha prestado hasta ahora a este libro. El libro explora las complejas interrelaciones entre el cambio estructural en la producción, los precios y el empleo como consecuencias necesarias del aprendizaje humano, llevando todo el análisis en términos de un “modelo de trabajo puro”, es decir, un modelo en el cual el trabajo, siendo entendido como una actividad humana general, es el único factor de producción. El libro ha sido (incorrectamente) interpretado como una extrema simplificación del proceso de la dinámica estructural, y esto puede explicar por qué se ha descuidado tanto hasta ahora. Pero en realidad, el libro va al corazón mismo de los complejos movimientos que se están produciendo en las sociedades posindustriales como efecto de la acumulación y la difusión del conocimiento. Cuando estos aspectos sean completamente entendidos, puede que muy bien contengan los más fundamentales conceptos teóricos que ha concebido Pasinetti para interpretar los rasgos económicos básicos de la nueva configuración del mundo en que vivimos.

### Los sectores verticalmente integrados y su importancia para el análisis dinámico
El profundo estudio que desarrolló Pasinetti en Cambio Estructural y Crecimiento Económico acerca de la dinámica de crecimiento de las sociedades industriales le llevó al desarrollo de una nueva herramienta analítica, el concepto de sectores verticalmente integrados. En realidad, ya en el artículo de 1965, sobre el que más tarde se desarrollaría Cambio Estructural, la noción de sector verticalmente integrado ya estaba presente, aunque más como un supuesto simplificador que como un concepto analítico realmente importante. La publicación del libro de Sraffa Producción de mercancías por medio de mercancías en 1960 hizo que Pasinetti estudiase y revisase a fondo la importancia de este concepto. Como señala Pasinetti:

“El libro de Sraffa llevó de nuevo la atención sobre el proceso de producción considerado como un proceso circular. Ello era precisamente lo que, a propósito, había eliminado completamente de mi análisis, al adoptar no sólo una concepción verticalmente integrada del proceso de producción, sino también drásticas simplificaciones respecto al empleo de trabajo y bienes de capital en todos los sectores. Mi enfoque tenía la gran ventaja de llevar directamente al análisis dinámico, sin la fijeza de coeficientes que había constreñido todo el análisis interindustrial a una camisa de fuerza”.
 L.Pasinetti

En 1973 Pasinetti publicó un artículo, “The Notion of Vertical Integration in Economic Analysis”, que sería un hito en el camino a la hora de desarrollar todas las implicaciones analíticas de dicho concepto, así como su relación con los esquemas teóricos interindustriales tipo Input-Output.

El concepto de sector verticalmente integrado está implícitamente tratado en la obra de muchos economistas. La mayoría de modelos macroeconómicos, con el fin de evitar el análisis de consumos intermedios, utiliza dicho supuesto. La cuestión es entonces por qué el uso del concepto sector verticalmente integrado es mucho más ventajoso para el análisis dinámico que el uso de, por ejemplo, los modelos clásicos interindustriales Input-Output.

Un sector verticalmente integrado es, ante todo, una construcción puramente teórica. Cada uno de estos sectores se construye detrás de cada una de las mercancías finales del proceso productivo, con el fin de que éstas puedan ser descompuestas en dos elementos claramente diferenciables: una cantidad de trabajo y una cantidad de bienes de capital. “En el modelo actual, el criterio es el proceso de producción de una mercancía final, y el problema es construir detrás de cada mercancía final un sector integrado conceptualmente que, pasando sobre todas las mercancías intermedias, vaya directamente a los factores originarios”. De ahí el nombre de sector verticalmente integrado, pues la intención de dicho proceso es recoger la cadena de efectos, de arriba abajo, en una ordenación industrial que vaya de los sectores más cercanos a los más alejados de la demanda final.

La gran ventaja de tal construcción abstracta es que, además de ser mucho más relevante para el análisis dinámico, puede convertirse fácilmente mediante operaciones algebraicas en un enfoque tipo Input-Output. Los coeficientes de producción de un modelo verticalmente integrado son básicamente una combinación lineal de los coeficientes de producción del modelo Input-Output. Es decir, en principio es posible obtener empíricamente los valores de los coeficientes verticalmente integrados de una economía; basta con obtener los correspondientes valores de los coeficientes de producción de las distintas industrias de la economía (como regularmente vienen haciendo distintos organismos nacionales) así como los datos del capital a precios corrientes, se toma la matriz inversa transpuesta de los coeficientes estimados y se multiplica por el vector de los stocks de capital. Esto nos permite obtener el vector de los stocks de capital del sector verticalmente integrado, un vector que puede ser visto como una especie de mercancía compuesta que interviene en la producción de la mercancía final considerada (sobre la que se ha construido de manera verticalmente integrada detrás de ella todo el sector), que Pasinetti llama unidad de capacidad productiva verticalmente integrada. Un procedimiento análogo se aplicaría respecto a los coeficientes de trabajo. De este modo, cada mercancía final se resume en un coeficiente de trabajo verticalmente integrado y una unidad de capacidad productiva verticalmente integrada.

La importancia de esta manipulación algebraica es notable, pues permite vincular unas magnitudes mensurables y observables (las correspondientes al análisis Input-Output) con unas magnitudes sintéticas, abstractas, que tienen un significado económico más profundo y más relevante para el análisis dinámico. De este modo, ambos métodos son esencialmente diferentes puntos de vista de ver la misma cosa.

Sin embargo, esta relación entre la aportación de Pasinetti y los modelos interindustriales, válida para un análisis estático, se desvanece en un análisis dinámico. La matriz de coeficientes técnicos, el eslabón entre ambos métodos de análisis, cambia a lo largo del tiempo, debido al cambio de las condiciones técnicas y los métodos de producción de la economía. Es decir, se necesitaría una tabla Input-Output en cada momento del tiempo para el análisis dinámico de una economía. Sin embargo, los movimientos de los coeficientes verticalmente integrados si pueden ser analizados a través del tiempo, puesto que estas relaciones son independientes del cambio técnico. Esta es la razón por la que el análisis en términos verticalmente integrados es el más apropiado para el análisis dinámico, pudiendo convertirlo en un análisis intersectorial (Input-Output) para un determinado momento del tiempo cuando así nos interese.

Como dice Pasinetti:

“En este contexto, los coeficientes técnicos verticalmente integrados adquieren un significado propio, independiente del origen de cada una de las partes que los componen. Los movimientos de estos coeficientes a través del tiempo, y las diferentes consecuencias de esto, pueden ser investigados y seguidos. Cuando se necesita más información sobre la estructura industrial en un momento específico del tiempo, los coeficientes integrados verticalmente pueden ser divididos y analizados en los coeficientes interindustriales específicos para ese momento.”
 L.Pasinetti

El resultado de que los coeficientes técnicos verticalmente integrados sean independientes de los caprichos del cambio técnico es un resultado de tanta importancia como para reconsiderar una buena parte de los trabajos sobre la dinámica económica estructural:

“Quizá no sea demasiado injustificada la esperanza de que una mejor comprensión, y una más explícita utilización, del procedimiento lógico de integración vertical pueda permitir superar la tan ampliamente reconocida incapacidad de la teoría económica moderna de enfrentar las dificultades analíticas planteadas por el progreso técnico”.
 L.Pasinetti

### Keynes and the Cambridge Keynesians

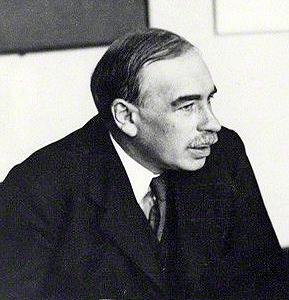
John Maynard Keynes.

Keynes and the Cambridge Keynesians (2007), es el último libro publicado por Pasinetti. En él Pasinetti propone considerar la economía keynesiana como una vía alternativa al paradigma de la economía neoclásica, subrayando las aportaciones de los keynesianos de Cambridge así como las futuras líneas de desarrollo abiertas sobre estos temas.

Probablemente, Pasinetti, reconocido como el heredero de los economistas keynesianos de Cambridge, es el economista más idóneo para hablar de todo aquel ambiente, pues como él mismo reconoce:

“Llegué a ser, en cierto momento, parte y testigo de esta Escuela. La inevitable implicación emocional como participante puede muy bien haber influido en mis juicios, para bien o para mal.  Pero espero que esto sea compensado por aquellos puntos de vista que sólo los de dentro tienen el privilegio de percibir.”
 L.Pasinetti

El período de gestación del libro, como viene siendo habitual en los libros de Pasinetti, fue largo: aproximadamente 15 años. En realidad, con la notable excepción de la parte tres, el libro es una colección de escritos que Pasinetti había hecho años atrás. La parte tres, por otro lado, es nueva y presumiblemente la parte más importante del libro. Es decir, Keynes and the Cambridge Keynesians está compuesto de tres partes o, dicho con más propiedad, de tres Libros.

El Libro I, que es un resumen del acontecimiento que ha venido conociéndose como la “Revolución Keynesiana”, está tomado de una serie de conferencias que dio Pasinetti en honor del economista italiano Federico Caffé, en octubre de 1994 en la Universidad La Sapienza de Roma. En dicho Libro Pasinetti hace una panorámica cronológica de la “Revolución Keynesiana”, desde los primeros intentos de Keynes a principios de la década de 1930 hasta la posterior evolución del pensamiento keynesiano y su (subsiguiente) mal interpretación por parte de los economistas de la “síntesis neoclásica”. El Libro I también contiene unas reflexiones acerca del progreso del conocimiento en la economía y del establecimiento y la caída de los paradigmas científicos, todas ellas basadas en el trabajo del famoso epistemólogo Thomas Kuhn. Las conclusiones del Libro I además de abogar por el resurgimiento de la economía keynesiana tienen un toque de esperanza sobre las generaciones de economistas del futuro:

“Tal vez, a pesar de todo, como una consecuencia final de las crecientes dificultades en los intentos de reconciliación, bien puede ser la tarea de una nueva generación de economistas producir esa ruptura con la ortodoxia económica que se inició, realmente intentada, fuertemente perseguida pero incompleta, por Keynes y su grupo de seguidores.. Muchos cambios dramáticos tuvieron lugar en las dos últimas décadas del siglo XX en la escena económica y política. Nuevas mentes, liberadas de los prejuicios que  han estado ofuscando nuestras visiones- bien pueden haber llegado a estar en mejores condiciones para llevar a cabo esa auténtica revolución Keynesiana, que hasta ahora ha permanecido incompleta.”
 L.Pasinetti

El Libro II, titulado The Cambridge School of Keynesian Economics es, con mucho, el capítulo más largo del libro. Está compuesto, en este orden, por las biografías de Richard Kahn, Joan Robinson, Nicholas Kaldor, Piero Sraffa y Richard Goodwin. Todas ellas ya habían aparecido en diversos sitios varios años antes, aunque para el presente libro Pasinetti introdujo cambios en alguna de ellas. El artículo de Kaldor, por ejemplo, es una síntesis de dos artículos que Pasinetti había escrito años atrás. En términos de espacio, Sraffa es el economista más tratado por Pasinetti, dedicándole tres biografías que fueron escritas de manera bastante independiente.

Además de la importancia propia de cada una de las biografías, el propósito de todos ellas es:

“Los bocetos biográficos previos sobre Kahn, Joan Robinson, Kaldor y Sraffa pueden ayudar –espero- a poner de relieve los múltiples y significativos aspectos de la Escuela Económica Keynesiana de Cambridge. Espero que el lector pueda haber sido capaz de captar la unidad, en alguna forma, de sus propósitos y al mismo tiempo las diferencias en sus fascinantes planteamientos en muchos otros aspectos […] Por lo tanto, argumentaré que el mensaje correspondiente que debe ser extraído de las obras de la Escuela Económica Keynesiana de Cambridge es, de hecho, positivo - no negativo.”
 L.Pasinetti

El Libro II acaba con unas sugerencias, nueve en total, que según Pasinetti son parte del núcleo de la “Revolución Keynesiana”. Los aspectos en cuestión son:
1. Modelos económicos fundamentados en supuestos realistas.
2. Consistencia lógica interna en los modelos propuestos.
3. Importancia de la economía clásica como fuente de inspiración.
4. Importancia y problema del tiempo en los modelos económicos.
5. Causalidad versus interdependencia.
6. Prioridad de la macroeconomía sobre la microeconomía.
7. Importancia de fenómenos tales como el desequilibrio y el paro.
8. Tratamiento del cambio técnico y del crecimiento económico.
9. Preocupación por los problemas sociales de las economías del mundo real.[68]

Por último, el Libro III es una conclusión, no solo de los capítulos previos del libro, sino también de toda la concepción de Pasinetti respecto a cómo debería llevarse a cabo el análisis económico. Él afirma la necesidad de superar el análisis neoclásico mediante el resurgimiento del paradigma keynesiano, que puede ser rescatado y fortalecido por la metodología que el propio Pasinetti ha apostado a lo largo de su vida, hecha explícita por primera vez en su Cambio Estructural: la posibilidad de formular, en un primer nivel del análisis, una teoría económica pura independiente del marco institucional, para luego en un segundo nivel enriquecerla con las instituciones pertinentes, pudiendo desarrollar de este modo una estructura teórica que permita comprender las economías monetarias de producción en las que vivimos actualmente.

## Obras más importantes y bibliografía usada

### Obras de Pasinetti
- Pasinetti, L. [1960], "A Mathematical Formulation of the Ricardian System", in The Review of Economic Studies, 1959-60, vol.27, pp.78-98.
- Pasinetti, L. [1962], ‘Rate of profit and Income Distribution in Relation to the Rate of Economic Growth’, The Review of Economic Studies, XXIX (4), October, 267-279.
- Pasinetti, L. [1965], "Causalità e interdipendenza nell'analisi econometrica e nella teoria economica", in: Annuario dell'Università Cattolica del S. Cuore, 1964-65, Milán: Vita e Pensiero, pp.233-250.
- Pasinetti, L. [1965B], "A New Theoretical Approach to the Problems of Economic Growth", in: Pontificiæ Academiæ Scientiarum Scripta Varia, n.28; Proceedings of a Study Week on “The Econometric Approach to Development Planning”, Vatican City, 1963. Reprinted by: North Holland Publ. Co, 1965: Ámsterdam, pp.572-696.
- Pasinetti, L. [1966], "New Results in an Old Framework: Comment on Samuelson and Modigliani", in The Review of Economic Studies, vol.33, n.4, pp.303-306.
- Pasinetti, L. [1966], "Changes in the Rate of Profit and Switches of Techniques", The Quarterly Journal of Economics, vol.80, pp.503-517.
- Pasinetti, L. [1969], "Switches of Techniques and the “Rate of Return” in Capital Theory", in The Economic Journal, vol.79, pp.508-531.
- Pasinetti, L. [1973], "La teoría de Cambridge sobre la tasa de beneficio y sus precedentes teóricos", Cuadernos de Economía, vol. 1, n.º 2, pp. 221-234.
- Pasinetti, L. [1973], «The Notion of Vertical Integration in Economic Analysis», en: Metroeconomica, vol. 25, pp. 1-29. Reprinted in: L. Pasinetti (ed.), Essays on the Theory of Joint Production, Londres: Macmillan; y Nueva York: Columbia University Press, 1980, pp. 16-43.
- Pasinetti, L. [1977], "On 'Non-substitution' in Production Models", in Cambridge Journal of Economics, vol. 1, pp. 389-394.
- Pasinetti, L. [1977], Lectures on the theory of production, MacMillan.
- Pasinetti, L. [1978], Crecimiento económico y distribución de la renta, Alianza Editorial.
- Pasinetti, L. [1981], "On the Ricardian Theory of Value: A Note", in: The Review of Economic Studies, vol.48, pp.673-675.
- Pasinetti, L. [1985], Cambio estructural y crecimiento económico, Editorial Pirámide, Madrid.
- Pasinetti, L. [1986], "Theory of Value - A Source of Alternative Paradigms in Economic Analysis", in: Mauro Baranzini and Roberto Scazzieri eds., Foundations of Economics - Structures of Inquiry and Economic Theory, Oxford: Basil Blackwell, pp.409-431.
- Pasinetti, L. (ed.) [1986], Aportaciones a la teoría de la producción conjunta, FCE.
- Pasinetti, L. [1988], "Growing Sub-systems, Vertically Hyper-integrated Sectors and the Labour Theory of Value", in Cambridge Journal of Economics, vol.12, pp. 125-134.
- Pasinetti, L. [1988], "Technical Progress and International Trade", in Empirica, vol.15, pp.139-147.
- Pasinetti, L. [1989], “Ricardian Debt/Taxation Equivalence in the Kaldor Theory of Profits and Income Distribution”, Cambridge Journal of Economics, vol.13, pp.25-36.
- Pasinetti, L. [1993], Structural Economic Dynamics - A theory of the economic consequences of human learning, Cambridge: Cambridge University Press.
- Pasinetti, L. [1998], “The myth (or folly) of the 3% deficit-GDP Maastricht ‘parameter’”, in Cambridge Journal of Economics, vol.22, pp.103-116.
- Pasinetti, L. [2003], Letter to the Editor, in: "Comments – Cambridge Capital Controversies", in Journal of Economic Perspectives, Fall 2003, vol. 17, n. 4, pp.227-8. (A comment on Avi J. Cohen and Geoffrey Harcourt's "Cambridge Capital Theory Controversies" in Journal of Economic Perspectives, Winter 2003, vol. 17, n. 1, pp.199-214).
- Pasinetti, L. [2007], Keynes and the Cambridge Keynesians: A ‘Revolution in Economics’ to be Accomplished, Cambridge University Press.

### Otras fuentes
- Arestis, P. y Sawyer, M. (eds.) [2000], A Biographical Dictionary of Dissenting Economists, Edwar Elgar, second edition.
- Baranzini M. y Harcourt G.C. (eds.) [1993], The Dynamics of the Wealth of Nations – Growth, Distribution, and Structural Change – Essays in Honour of Luigi Pasinetti, Macmillan, London.
- Blaug, M. [1985], Great Economists since Keynes, Wheatseaf Books.
- Blaug, M. [1999], Who’s who in economics, Edward Elgar, third edition.
- Cohen A. and Harcourt G. [2003], “Whatever Happened to the Cambridge Capital Theory controversies?”, The Journal of Economic Perspectives, vol.17, no.1, pp.199-214.
- Fleck, F. H. y Domenghino, C. M. [1987], “Cambridge (U.K.) versus Cambridge (Mass.): a Keynesian solution of the ‘Pasinetti Paradox’, Journal of Post-Keynesian Economics, vol. X, pp.22-36.
- Harcourt, G. [1975], Teoría del capital, Oikos-tau.
- Harcourt, G. y Laing N. (eds.) [1977], Capital y crecimiento, FCE.
- Kaldor, N. [1966], “Marginal Productivity and the Macroeconomic Theories of Distribution: Comment on Samuelson and Modigliani”, Review of Economic Studies, XXXIII, Octubre, pp.309-19.
- Kaldor, N. [1973], Ensayos sobre el valor y la distribución, Editorial Tecnos.
- Leijonhufvud, A. [2007], Between Keynes and Sraffa: Pasinetti on the Cambridge School.
- Meade, J.E. [1966], “The Outcome of the Pasinetti-process”: A Note”, Economic Journal, vol.76, 1966, pp.161-165.
- Pánico, C. y Salvadori, N. (eds.) [1993], Post Keynesian Theory of Growth and Distribution, Edwarg Elgar.
- Pulido, A. y Fontela, E. [1993], Análisis Input-Output: modelos, datos y aplicaciones, Editorial Pirámide.
- Robinson, J. [1953-1954], “The Production Function and the Theory of Capital”, Review of Economic Studies, vol.21, pp.81-106.
- Samuelson, P. A. y Modigliani, F. [1966], The Pasinetti Paradox in Neoclassical and More General Models, The Review of Economic Studies, pp.269-301.
- Scazzieri, R. [1983], “Economic dynamics and Structural Change: A Comment on Pasinetti”, Rivista Internazionale di Scienze Economiche e Commerciali, 30, pp.597-611.
- Steedman, I. [1972], “The State and the Outcome of the Pasinetti Process, Economic Journal, 82, December, pp.1387-95.
- Teixeira, J.R., [1998], ‘Luigi L. Pasinetti’ in: Ferdinando Meacci (ed.), Italian Economists of the 20th Century, Edward Elgar, Cheltenham, U.K., pp. 272-294.